# Copa México 1943-1944
La Copa México 1943-1944 è stata la ventottesima edizione del secondo torneo calcistico messicano e la prima nell'era professionistica del calcio messicano. È cominciata il 4 maggio e si è conclusa il 16 luglio 1944. La vittoria finale è stata del Real Club España.

## Formula
Una prima fase comprendente le 12 squadre partecipanti suddivise in tre gironi con un criterio di vicinanza, il primo girone "zona est" con 4 squadre, la vincitrice accede alle semifinali; il secondo girone con 5 squadre della capitale Città del Messico, le prime due squadre accedono alle semifinali; ed il terzo girone "zona ovest" composto da tre squadre, la vincitrice accede alle semifinali. Una seconda fase ad eliminazione diretta con le "semifinali" e la "Finale".

## Primo turno

### Classifica
| Squadra      | P.ti | G | V | N | P | GF | GS | DR |
| ------------ | ---- | - | - | - | - | -- | -- | -- |
| 1. Veracruz  | 8    | 6 | 4 | 0 | 2 | 20 | 12 | +8 |
| 2. A.D.O.    | 6    | 6 | 3 | 0 | 3 | 12 | 12 | 0  |
| 3. Moctezuma | 5    | 6 | 2 | 1 | 3 | 12 | 13 | -1 |
| 4. Puebla    | 5    | 6 | 2 | 1 | 3 | 12 | 19 | -7 |

### Calendario
| 7 maggio 1944 1ª giornata | A.D.O. | 2 – 1 | Moctezuma |  |

| 7 maggio 1944 1ª giornata | Veracruz | 5 – 1 | Puebla |  |

| 14 maggio 1944 2ª giornata | A.D.O. | 4 – 1 | Puebla |  |

| 14 maggio 1944 2ª giornata | Veracruz | 2 – 1 | Moctezuma |  |

| 28 maggio 1944 3ª giornata | Moctezuma | 5 – 2 | Puebla |  |

| 28 maggio 1944 3ª giornata | Veracruz | 4 – 1 | A.D.O. |  |

| 4 giugno 1944 4ª giornata | Moctezuma | 0 – 3 | A.D.O. |  |

| 4 giugno 1944 4ª giornata | Puebla | 4 – 3 | Veracruz |  |

| 11 giugno 1944 5ª giornata | Moctezuma | 3 – 2 | Veracruz |  |

| 11 giugno 1944 5ª giornata | Puebla | 2 – 0 | A.D.O. |  |

| 18 giugno 1944 6ª giornata | A.D.O. | 5 – 2 | Veracruz |  |

| 18 giugno 1944 6ª giornata | Puebla | 2 – 2 | Moctezuma |  |

### Classifica
| Squadra             | P.ti | G | V | N | P | GF | GS | DR |
| ------------------- | ---- | - | - | - | - | -- | -- | -- |
| 1. Atlante          | 8    | 4 | 4 | 0 | 0 | 12 | 7  | +5 |
| 2. Real Club España | 4    | 4 | 2 | 0 | 2 | 8  | 8  | 0  |
| 3. América          | 4    | 4 | 2 | 0 | 2 | 13 | 12 | +1 |
| 4. Asturias         | 2    | 4 | 1 | 0 | 3 | 8  | 10 | -2 |
| 4. Marte            | 2    | 4 | 1 | 0 | 3 | 7  | 11 | -4 |

### Calendario
| 7 maggio 1944 1ª giornata | Atlante | 3 – 2 | Marte |  |

| 11 maggio 1944 1ª giornata | Asturias | 0 – 1 | Real Club España |  |

| 14 maggio 1944 2ª giornata | América | 2 – 4 | Atlante |  |

| 18 maggio 1944 2ª giornata | Marte | 2 – 1 | Real Club España |  |

| 21 maggio 1944 3ª giornata | Asturias | 3 – 5 | América |  |

| 28 maggio 1944 3ª giornata | Atlante | 3 – 2 | Real Club España |  |

| 4 giugno 1944 4ª giornata | América | 3 – 1 | Marte |  |

| 11 giugno 1944 4ª giornata | Asturias | 1 – 2 | Atlante |  |

| 18 giugno 1944 5ª giornata | Real Club España | 4 – 3 | América |  |

| 25 giugno 1944 5ª giornata | Marte | 2 – 4 | Asturias |  |

### Classifica
| Squadra        | P.ti | G | V | N | P | GF | GS | DR  |
| -------------- | ---- | - | - | - | - | -- | -- | --- |
| 1. Atlas       | 7    | 4 | 3 | 1 | 0 | 10 | 4  | +6  |
| 2. Guadalajara | 5    | 4 | 2 | 1 | 1 | 16 | 7  | +9  |
| 3. León        | 0    | 4 | 0 | 0 | 4 | 6  | 21 | -15 |

### Calendario
| 7 maggio 1944 1ª giornata | Atlas | 5 – 1 | León |  |

| 14 maggio 1944 2ª giornata | León | 2 – 6 | Guadalajara |  |

| 21 maggio 1944 3ª giornata | Atlas | 1 – 1 | Guadalajara |  |

| 28 maggio 1944 4ª giornata | León | 1 – 2 | Atlas |  |

| 4 giugno 1944 5ª giornata | Guadalajara | 8 – 2 | León |  |

| 11 giugno 1944 6ª giornata | Guadalajara | 1 – 2 | Atlas |  |

## Semifinali
| Città del Messico 2 luglio 1944, ore 15:00 | Atlante   | 4 – 3 (d.t.s.)                             | Atlas | Parque Asturias |
| \| \| \| \| \| 15’ Rafael Zeledón 23’´Horacio Casarín 26’ (autogol) Jesús Silva 107’ Martín Vantolrá \| Marcatori \| Manuel Grajeda 44’, 82’ Antonio Flores 88’ \| |           |                                            |       |                 |
| |           |                                            |       |                 |
| 15’ Rafael Zeledón 23’´Horacio Casarín 26’ (autogol) Jesús Silva 107’ Martín Vantolrá                                                                              | Marcatori | Manuel Grajeda 44’, 82’ Antonio Flores 88’ |       |                 |

| Città del Messico 9 luglio 1944, ore 15:00 | Real Club España | 4 – 3                                                      | Veracruz | Parque Asturias |
| \| \| \| \| \| 36’ Domingo Pérez Alonso 42’ Isidro Lángara 53’ Carlos Septién 64’ José Iraragorri \| Marcatori \| Julián Durán 59’ Félix de los Heros 66’ Carlos Leblanc 70’ \| |                  |                                                            |          |                 |
| |                  |                                                            |          |                 |
| 36’ Domingo Pérez Alonso 42’ Isidro Lángara 53’ Carlos Septién 64’ José Iraragorri                                                                                              | Marcatori        | Julián Durán 59’ Félix de los Heros 66’ Carlos Leblanc 70’ |          |                 |

## Finale
| Città del Messico 16 luglio 1944, ore 15:00 | Real Club España | 6 – 2                                | Atlante | Parque Asturias |
| \| \| \| \| \| 20’, 43’, 45’ Manuel Gil Fernández 40’, 79’ Isidro Lángara ?’ Carlos Septién \| Marcatori \| Rafael Zeledón 1’ Horacio Casarín ?’ \| |                  |                                      |         |                 |
| |                  |                                      |         |                 |
| 20’, 43’, 45’ Manuel Gil Fernández 40’, 79’ Isidro Lángara ?’ Carlos Septién                                                                        | Marcatori        | Rafael Zeledón 1’ Horacio Casarín ?’ |         |                 |

### Verdetto
- Il Real Club España vince la Coppa México 1943-1944.

## Coppa "Campeón de Campeones" 1944
- Partecipano le squadre vincitrici del campionato messicano: Club de Fútbol Asturias e della coppa del Messico: Real Club España. Il Real Club España si aggiudicó il titolo.

| Città del Messico 23 luglio 1944, ore 15:00 | Real Club España | 5 – 3 (d.t.s.) | Asturias | Parque Asturias |
| \| \| \| \| \| 15’, 26’, 49’ Enrique Larriñaga 93’ Jorge Quesada 100’ Isidro Lángara \| Marcatori \| José Noguera 7’ Roberto Aballay 56’, 80’ ((rig.)) \| \| José Sanjenís Leonardo Cilaurren Carlos Laviada José Antonio Rodríguez Fernando García Juan Lobo Jorge Quezada Manuel Gil Fernández Isidro Lángara Enrique Larriñaga Carlos Septién \| Formazioni \| Ángel León Suárez José Antonio Rodríguez Gómez Seavone Ignacio Cabezón Tomás Regueiro Carlos Guevara Roberto Aballay José Noguera Baldomero \| \| Rodolfo Muñoz \| Allenatori \| Ernst Pauler \| |                  | |          |                 |
| |                  | |          |                 |
| 15’, 26’, 49’ Enrique Larriñaga 93’ Jorge Quesada 100’ Isidro Lángara | Marcatori        | José Noguera 7’ Roberto Aballay 56’, 80’ ((rig.))                                                                                           |          |                 |
| José Sanjenís Leonardo Cilaurren Carlos Laviada José Antonio Rodríguez Fernando García Juan Lobo Jorge Quezada Manuel Gil Fernández Isidro Lángara Enrique Larriñaga Carlos Septién | Formazioni       | Ángel León Suárez José Antonio Rodríguez Gómez Seavone Ignacio Cabezón Tomás Regueiro Carlos Guevara Roberto Aballay José Noguera Baldomero |          |                 |
| Rodolfo Muñoz | Allenatori       | Ernst Pauler |          |                 |